# Givré
Givré es un postre que consiste de un sorbete en un coco congelado o en una cáscara de fruta.
Givré proviene del término francés 'givre’, que significa escarcha.
Desde siempre los postres han tenido un componente mágico para niños y adultos, siendo una de las atracciones culinarias en un buen restaurante.
Su origen es inmemorial, pero está documentado el del chocolate en América. La adición del helado, o escarchado, es muy posterior y en otras latitudes, dando origen a multitud de recetas 'escarchadas'.